# 2501 Lohja
2501 Lohja eller 1942 GD är en asteroid i huvudbältet som upptäcktes den 14 april 1942 av den finska astronomen Liisi Oterma vid Storheikkilä observatorium. Den har fått sitt namn efter den finska staden Lojo.
Asteroiden har en diameter på ungefär 10 kilometer.